# العلاقات الغابونية الإثيوبية
العلاقات الغابونية الإثيوبية هي العلاقات الثنائية التي تجمع بين الغابون وإثيوبيا.

## مقارنة بين البلدين
هذه مقارنة عامة ومرجعية للدولتين:
| وجه المقارنة                                              | الغابون                        | إثيوبيا                        |
| --------------------------------------------------------- | ------------------------------ | ------------------------------ |
| المساحة (كم2)                                             | 267.67 ألف                     | 1.10 مليون                     |
| عدد السكان (نسمة)                                         | 2.03 مليون                     | 104.96 مليون                   |
| الكثافة السكانية (ن./كم²)                                 | 7.58                           | 95.42                          |
| العاصمة                                                   | ليبرفيل                        | أديس أبابا                     |
| اللغة الرسمية                                             | لغة فرنسية                     | اللغة الأمهرية                 |
| العملة                                                    | فرنك وسط أفريقي                | بير إثيوبي                     |
| الناتج المحلي الإجمالي (بليون دولار)                      | 14.62 مليار                    | 80.56 مليار                    |
| الناتج المحلي الإجمالي (تعادل القوة الشرائية) بليون دولار | 34.65 مليار                    | 161.90 مليار                   |
| الناتج المحلي الإجمالي الاسمي للفرد دولار أمريكي          | 8.27 ألف                       | 619                            |
| الناتج المحلي الإجمالي للفرد دولار أمريكي                 | 19.43 ألف                      | 1.50 ألف                       |
| مؤشر التنمية البشرية                                      | 0.684                          | 0.442                          |
| رمز المكالمات الدولي                                      | +241                           | +251                           |
| رمز الإنترنت                                              | .ga                            | .et                            |
| المنطقة الزمنية                                           | ت ع م+01:00، توقيت غرب أفريقيا | ت ع م+03:00، توقيت شرق أفريقيا |

## منظمات دولية مشتركة
يشترك البلدان في عضوية مجموعة من المنظمات الدولية، منها:
| علم المنظمة | اسم المنظمة                                 | تاريخ انضمام الغابون | تاريخ انضمام إثيوبيا |
| ----------- | ------------------------------------------- | -------------------- | -------------------- |
|             | الاتحاد البريدي العالمي                     | ?                    | ?                    |
|             | مؤسسة التنمية الدولية                       | 4 نوفمبر 1963        | 11 أبريل 1961        |
|             | منظمة حظر الأسلحة الكيميائية                | ?                    | ?                    |
|             | الأمم المتحدة                               | 20 سبتمبر 1960       | 13 نوفمبر 1945       |
|             | الاتحاد الأفريقي                            | ?                    | ?                    |
|             | وكالة ضمان الاستثمار متعدد الأطراف          | 26 مارس 2003         | 13 أغسطس 1991        |
|             | منظمة الشرطة الجنائية الدولية               | ?                    | ?                    |
|             | مؤسسة التمويل الدولية                       | 20 أكتوبر 1970       | 20 يوليو 1956        |
|             | مجموعة دول أفريقيا والكاريبي والمحيط الهادئ | ?                    | ?                    |
|             | البنك الدولي للإنشاء والتعمير               | 10 سبتمبر 1963       | 27 ديسمبر 1945       |
|             | الاتحاد الدولي للاتصالات                    | 28 ديسمبر 1960       | 20 فبراير 1932       |
|             | البنك الإفريقي للتنمية                      | ?                    | ?                    |
|             | الفريق المعني برصد الأرض                    | ?                    | ?                    |
|             | يونسكو                                      | 16 نوفمبر 1960       | 1 يوليو 1955         |

## وصلات خارجية
- موقع وزارة الخارجية الإثيوبية